# Joan Tower

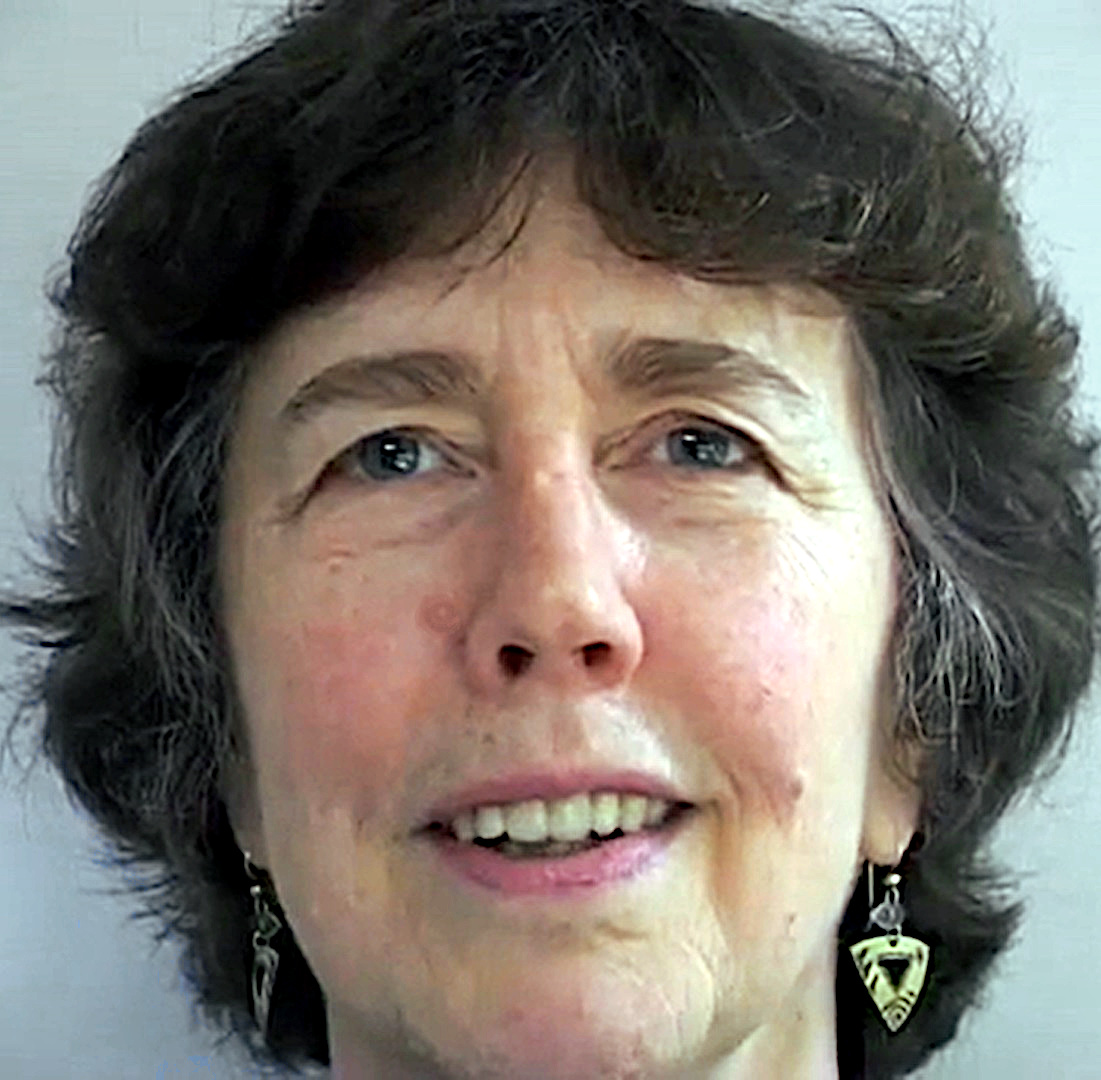
Joan Tower (c. 2003)

Joan Peabody Tower (* 6. September 1938 in New Rochelle, New York) ist eine US-amerikanische Komponistin, Pianistin und Dirigentin.

## Leben und Wirken
Ihre Musik ist in rhythmischer Hinsicht von ihrer Zeit in Bolivien beeinflusst, wo sie lebte, seit sie neun Jahre alt war. Als junge Frau kehrte sie in die USA zurück und studierte am Bennington College in Vermont und an der Columbia University. Ihre Lehrer waren Otto Luening, Jack Beeson und Vladimir Ussachevski.
Ab 1969 arbeitete sie als Kammermusikerin und Komponistin. Ihre erste Orchesterkomposition war Sequoia (1971). Ab 1972 unterrichtete Tower am Bard College Komposition. Ihre Werke werden weltweit aufgeführt. Sie wurde 1998 in die American Academy of Arts and Letters und 2004 in die American Academy of Arts and Sciences aufgenommen.
Joan Towers Orchesterwerk Made in America (2005) gewann in der Einspielung von Leonard Slatkin 2008 einen Grammy Award for Best Classical Contemporary Composition. Die Aufnahme gewann zwei weitere Auszeichnungen (Best Classical Album und Best Orchestral Performance). Für ihre Komposition Stroke wurde sie acht Jahre später ein weiteres Mal für einen Komponisten-Grammy nominiert.

## Diskographie
- Tower: Made in America / Tambor / Concerto for Orchestra Naxos Nr. 8.559328
- Chamber and Solo Music Naxos Nr. 8.559215 Chamber Music, Instrumental
- Silver Ladders / Island Prelude / Sequoia (Memento vom 28. Oktober 2018 im Internet Archive) Naxos Nr. FECD-0025
- Cantos Desiertos / Beaser / Tower / Liebermann Naxos Nr. 8.559146
- World Premiere Collection (Memento vom 28. November 2020 im Internet Archive) Naxos Nr. FECD-0032